# Neoregelia correia-araujoi
Neoregelia correia-araujoi är en gräsväxtart som beskrevs av Edmundo Pereira och I.A.Penna. Neoregelia correia-araujoi ingår i släktet Neoregelia och familjen Bromeliaceae. Inga underarter finns listade i Catalogue of Life.

## Bildgalleri

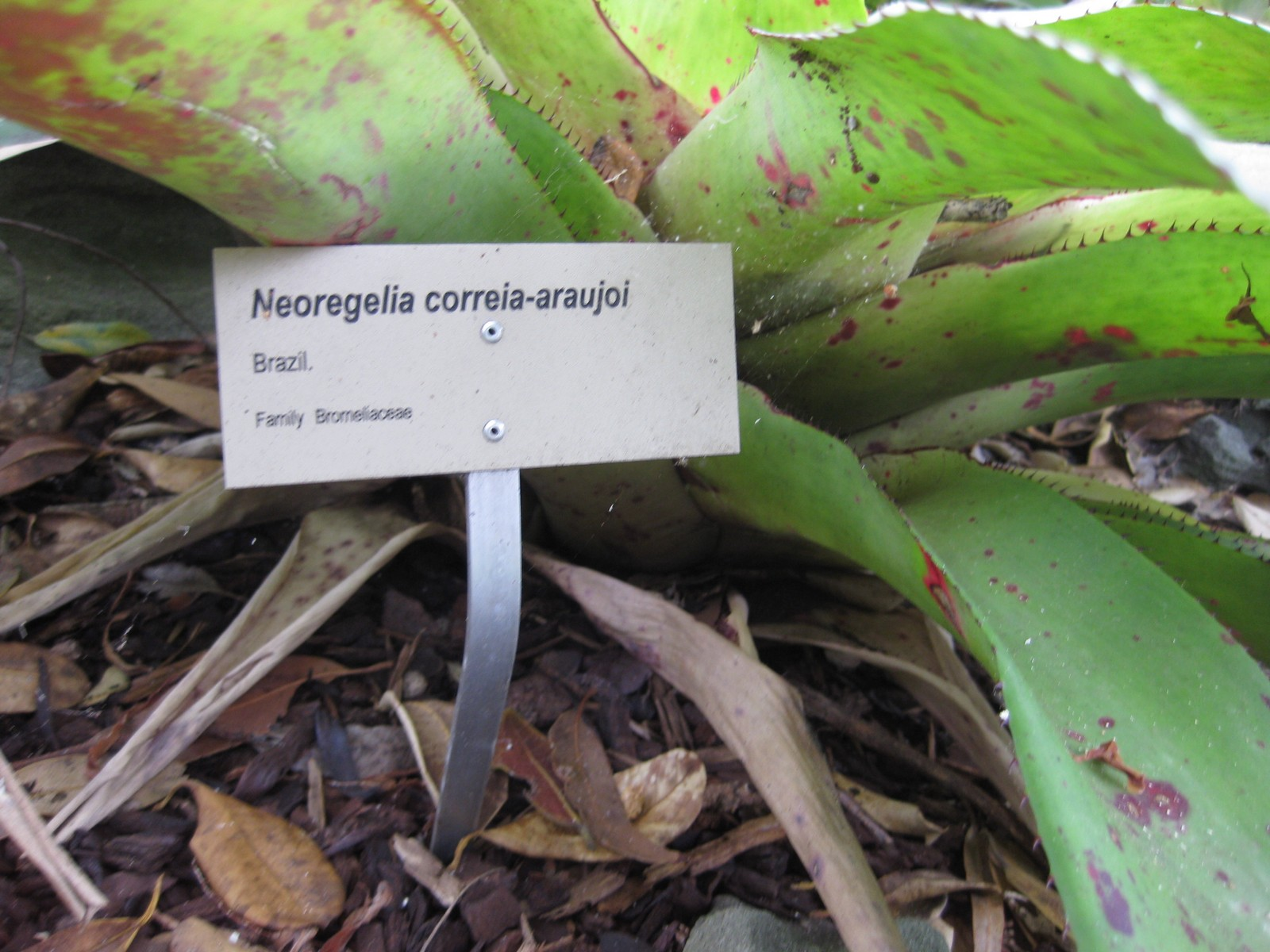